# José de la Iglesia
José de la Iglesia fue oidor decano de la Real Audiencia de Charcas en ocasión de la Revolución de Chuquisaca, en mayo de 1809.

## La revolución
En 1808 Napoleón Bonaparte invadió España. Tras el levantamiento de la población surgieron en la península juntas de gobierno, las que en septiembre constituyeron una Junta Suprema Central. En el Virreinato del Río de la Plata gobernado por Santiago de Liniers surgieron rápidamente iniciativas similares alentadas por el alcalde de primer voto Martín de Álzaga: el 21 de septiembre de 1808 en Montevideo un cabildo abierto formó Junta y nombró a Francisco Javier de Elío gobernador y el 1 de enero de 1809 fracasó una Asonada de Álzaga mismo.
En 1808, antes de la conformación de la Junta Suprema, José Manuel de Goyeneche fue comisionado por una de las juntas, la de Sevilla, para la jura de Fernando VII en el del Río de la Plata y en el Virreinato del Perú. Al pasar por Río de Janeiro camino a Buenos Aires en agosto de ese año se entrevistó con la infanta Carlota Joaquina de Borbón, lo que fue de conocimiento público y aumentó el temor de caer en la órbita portuguesa.
Las noticias llegaron al Alto Perú antes que el comisionado, y en acuerdos del 18 y el 23 de septiembre la Real Audiencia de Charcas se opuso al reconocimiento de la Junta de Sevilla y de Goyeneche como legítimo comisionado "habiendo otras juntas provinciales independientes de la de Sevilla". 
Componían entonces la Audiencia el regente Antonio Boeto, el decano José de la Iglesia, José Agustín de Ussoz y Mozi, José Vásquez Ballesteros y el fiscal Miguel López Andreu, todos peninsulares.
El 24 el Arzobispo Benito María Moxó y Francolí mandó reconocer a la Junta de Sevilla y a Goyeneche y el presidente Ramón García de León y Pizarro, ante el reconocimiento dado por el Virrey, hizo lo mismo.
A principios de noviembre Goyeneche fue recibido pero la Audiencia se mantuvo en su posición. Al haberlo aceptado el Virrey Liniers, la posición de la Audiencia desafiaba su autoridad. Goyeneche llegó a amenazar con hacer detener al regente, lo que motivo una manifestación pública. La presentación de los pliegos de la Infanta Carlota y el fallecimiento del oidor Antonio Boeto a resultas de las discusiones empeoraron la situación. Cuando el presidente Pizarro elevó los pliegos a la Universidad para consultar su opinión, el claustro les negó validez, convergiendo con la Audiencia y sumando a los estudiantes a la protesta. 
Goyeneche siguió camino de Lima, en donde el virrey del Perú José Fernando de Abascal le otorgó el rango de brigadier y la presidencia provisoria de la Real Audiencia del Cuzco. 

### Mayo de 1809
El abogado y regidor del Cabildo Manuel Zudáñez el 16 de mayo persuadió al Cabildo de que era inminente su detención por lo que solicitaron a la Audiencia la protección de sus personas, la cual empezó a efectuar averiguaciones oficiales. El 23 de mayo el presidente Ramón García Pizarro ordenó al gobernador intendente de Potosí Francisco de Paula Sanz que movilizara sus tropas a Chuquisaca. 
El 24 por la noche José de la Iglesia convocó en forma extraordinaria a los oidores y al fiscal de la ciudad a su domicilio. Se dispusieron patrullas para evitar y se resolvió pedir la renuncia del presidente Ramón García y Pizarro. El fiscal López de Andreu elaboró el documento la mañana del 25, pero el presidente de la Audiencia fue advertido y en la tarde del 25 ordenó la detención de los oidores Ussoz y Ballesteros, del fiscal Andreu, de los cabildantes Manuel Zudáñez y Domingo Aníbarro y del abogado Jaime Zudáñez.
Los oidores no pudieron ser detenidos. Se encontraban en una reunión en la casa del decano José de la Iglesia y luego consiguieron esconderse, Ballesteros en la misma casa, Ussoz en el convento de San Felipe Neri y Andreu fuera de la ciudad. 
La población acudió a la Plaza Mayor mientras los principales se reunían nuevamente en la casa de José de la Iglesia, donde se resolvió enviar una nota al presidente Pizarro exigiendo la entrega del armamento existente en su residencia. El Presidente ordenó abrir la puerta principal y dejó sacar los cañones solicitados, pero iniciada la entrega los manifestantes invadieron el recinto del palacio de gobierno por lo que la guardia disparo al aire a lo que se respondió con artillería.
García Pizarro se entregó a los oidores, y fue detenido en la Universidad. EL 26 por la mañana la Audiencia asumía el poder como "Audiencia Gobernadora", nombrando a Álvarez de Arenales como comandante general y al decano de la Audiencia, José de la Iglesia como gobernador de Charcas. El presidente fue sometido a juicio por traición a la patria y la guarnición fue desarmada, pasando las armas al pueblo.
Álvarez de Arenales organizó la defensa formando las milicias de Chuquisaca y Yamparáez con nueve compañías de infantería organizadas por los oficios de sus miembros. 
Los juntistas buscaron y hallaban el apoyo de Elío y enviaron emisarios a distintas ciudades: Bernardo Monteagudo a Potosí y Tupiza, Michel y Mercado a La Paz, Alzérraca y Justo María Pulido a Cochabamba, Joaquín Lemoine a Santa Cruz de la Sierra y Manuel Moreno a Buenos Aires.
En La Paz el 16 de julio se depuso al gobernador intendente Tadeo Dávila y al obispo de La Paz, Remigio de la Santa y Ortega y se formó una junta de gobierno independentista denominada Junta Tuitiva, presidida por el coronel Pedro Domingo Murillo.
Francisco de Paula Sanz desconoció a la Audiencia de Charcas y a la Junta Tuitiva de La Paz, hizo arrestar a sus simpatizantes y pidió auxilios al virrey del Perú José Fernando de Abascal y Sousa, quien ordenó al presidente de la Real Audiencia del Cuzco, brigadier José Manuel de Goyeneche, ofrecer sus tropas al nuevo virrey del Río de la Plata Baltasar Hidalgo de Cisneros, quien las aceptó el 21 de septiembre. 
Cisneros envió el 4 de octubre de 1809 un contingente al mando del general Vicente Nieto, designado nuevo presidente de la Audiencia de Charcas. Para ese entonces ante la presión de Goyeneche la Junta Tuitiva se había disuelto, Murillo se había puesto a disposición de Goyeneche y el 6 se convenía la reposición de las autoridades. El cura José Antonio Medina, secundado por Manuel Antonio de Castro y Pedro Rodríguez, rechazó el convenio y detuvo a Morillo. Se produjeron fuertes desórdenes ante lo cual Goyeneche envió un ultimátum. El comandante Pedro Indaburu detuvo a Medina y a Rodríguez, quien fue muerto en prisión y colgado su cadáver en la plaza. Castro bajó a La Paz, venció, ejecutó y colgó a Indaburu, tras lo que Goyeneche ocupó la ciudad, persiguió y derrotó a Castro en el Combate de Irupana el 11 de noviembre, muriendo el mismo Castro.
El 14 de diciembre llegaron a Potosí, donde recibieron la noticia del sometimiento de la Real Audiencia de Charcas. El 21 de diciembre de 1809 entró a la ciudad Nieto e hizo arrestar a los oidores de la Audiencia y a muchos de sus partidarios, aún quienes habían cedido en su postura. El 29 de enero de 1810 fueron ejecutados entre otros Murillo, Graneros, Sagárnaga y García Lanza.

### Después de Mayo
Algunos de los líderes con mejores relaciones con Elío, Gaspar Ramírez Laredo, Conde de San Javier, el asesor Rodríguez Romano, secretario político y administrativo de la Audiencia Gobernadora, y el mismo José de la Iglesia, estuvieron a salvo de los procesos de Nieto, mientras los restantes oidores, Ussoz y Mozi, Vásquez Ballesteros y López Andreu fueron perseguidos con saña.
El 9 de enero José de la Iglesia solicitaba a Buenos Aires que "...por las Intendencias de la Plata y de la Paz se le suministre lo necesario para trasportarse á Lima donde ha sido promovido Alcalde de Corte de la Audiencia". El 11 de febrero de 1810 José de la Iglesia fue incluido con los restantes en una orden de detención, pero sin efecto alguno en su libertad y ascenso. Fue sustituido como oidor por José Félix Campoblanco.
El traslado y ascenso se hizo efectivo pues el 24 de abril se "...manifiesta no poder hacerse el ajuste ordenado de sus sueldos devengados á D.José de la Iglesia como Oidor Decano de la Audiencia de la Plata por haber marchado á Lima á ejercer el cargo de Alcalde de Corte [de la Audiencia de Lima] que se le confirió."
El único hijo varón que tuvo con su esposa Casimira del Llano, que también se llamaba José, se enlistó en el ejército de José Manuel de Goyeneche cuando éste intervino las sublevaciones del Alto Perú en 1811. Tenía 18 años y combatió valientemente en la Batalla de Huaqui, luego fue designado al regimiento de La Paz que comandaba el español Joaquín Revuelta. Durante el Asedio de La Paz se destacó entre los más férreos combatientes, pero el 21 de septiembre sufrió una herida de bala en la mandíbula mientras defendía la ciudad, fue evacuado al hospital pero murió desangrado varias horas después. Su cuerpo fue enterrado al día siguiente en la catedral, José de la Iglesia lamentó mucho la muerte de su hijo.
En 1812 José de la Iglesia continuaba en su puesto. Un decreto fechado en Lima, el 3 de julio de 1812, manda "se le entreguen mil pesos al apoderado del Alcalde de Corte de la Audiencia don José de la Iglesia para sus gastos de viaje".
José de la Iglesia sobreviviría incluso a la liberación del Perú. El 27 de agosto de 1821 el general José de San Martín como parte de su política de pacificación nombró Presidente de la Alta Cámara de Justicia al Dr. Francisco Xavier Moreno y para vocales a José de la Iglesia, Tomás Ignacio Palomeque, José Santiago Aldunate y José Arris.
Pero ya era de edad muy avanzada y para 1822 había muerto. Durante las sesiones del Primer Congreso Constituyente el Doctor Manuel Fuente Chávez solicitaba se le nombre Conjuez de la Alta Cámara de Justicia en el lugar vacante por la muerte de José de la Iglesia.